# لودوش
شهر لودوش (به رومانیایی: Luduş)، تلفظ رومانیایی: [ˈluduʃ]; با تلفظ لودوس در زبان های دیگر، در شهرستان مورش در کشور رومانی واقع شده‌است. جمعیت این شهر ۱۸٬۶۴۷ نفر است.